# Тршић (Лозница)
Тршић је насељено место града Лознице, у Мачванском округу. Према попису из 2022. било је 1.124 становника. Налази се 9 км југоисточно од Лознице.
Овде се од септембра 2017. налази Образовно-културни центар „Вук Караџић”.
Простор око Спомен куће Вука Стефановића Караџића у Тршићу, манастир Троноша и шире окружење, који заједно чине целину културних и природних вредности материјалног и нематеријалног наслеђа, проглашен је уредбом Влада Србије заштићеним подручјем изузетног значаја јула 2019. године. Овде се налази Предео изузетних одлика „Културни предео Тршић – Троноша”.

## Такмичење
Село је родно место српског филолога и реформатора српског језика Вука Стефановића Караџића. Стога Министарство просвете, науке и технолошког развоја Републике Србије сваке године у сарадњи са Друштвом за српски језик и књижевност Србије крајем маја баш у њему организује Републичко такмичење из српског језика и језичке културе за ученике седмог и осмог разреда основних и свих разреда средњих школа из државе.

### ОШ „Вукова спомен школа”
Ученици треће и четврте године средњих школа који освоје једно од прва три места ослобођени су полагања испита из ове области приликом уписа на Филолошки факултет Универзитета у Београду и признаје им се да су постигли максималан број бодова. У селу се налази етнографски парк са спомен-кућом, објекти народне архитектуре и објекти намењени посетиоцима.

## Етно парк
Приликом израде етно-парка нарочита пажња била је посвећена жељи да се трајно обележи и сачува успомена на Вука и његово дело, као и да се очувају природна средина и просторне вредности. Поред Вукове спомен куће са окућницом, као централног места, етнографски спомен парк садржи већи број грађевина народног неимарства, карактеристичан за живот људи из Јадра у 19. веку. У долини реке Жеравије, од улаза до спомен куће постављени су вајати, магазе, качаре, воденице поточаре, као и објекти намењени посетиоцима ресторани и продавнице сувенира.
На саборишту, некој врсти амфитеатра са позорницом, на којој се сваке године у септембру одржава Вуков сабор, изграђена је црква брвнара и звоник, коју је 2003. године освештао Епископ шабачки Лаврентије у оквиру завршне свечаности 69. Вуковог сабора. У околним вајатима тематски су представљени стари занати, обрађен историјат саборовања, ликовне галерије и уметничке радионице.

## Вукова спомен кућа
Заузимањем удружења Подринаца и Шабачке народне књижнице, 1933. године на месту где је била кућа породице Вука Караџића подигнута је спомен-кућа, дводелна брвнара, делом над подрумом, стрмог крова покривеног шиндром, типа куће на ћелици. Кућа је одељење са отвореним огњиштем, покућством и посуђем, карактеристичним за куће из 19. века. У соби се налазе кревет, сто, клупа, иконе, гусле и Вуков портрет из 1816. године, рад Павела Ђурковића. Уз кућу је формирано двориште у којем се налазе вајат, качара, амбар и кош за кукуруз.
Поводом 100 година Вукове смрти (1964. године) студентске радне бригаде на радној акцији „Тршић 64" су подигле амфитеатар са позорницом, који одговара потребама организовања Вуковог сабора и Ђачког Вуковог сабора, а 1987. године Тршић добија целовит изглед као културно-историјско споменичка целина. Такође је изграђен пут од Вукове куће до манастира Троноша.
Однедавно у Тршићу је заживео и сеоски туризам претварањем породичних кућа у атрактивне објекте намењене за смештај гостију, тако да је сад могуће посетити ово живописно место и остати у њему пар дана и уживати у чарима домаће кухиње као и природног сеоског амбијента.

## Демографија
У насељу Тршић живи 979 пунолетних становника, а просечна старост становништва износи 36.9 година (36,0 код мушкараца и 37,8 код жена). У насељу има 376 домаћинстава, а просечан број чланова по домаћинству је 3,36.
Ово насеље је највећим делом насељено Србима (према попису из 2002. године).
|  |

| Демографија | Демографија | Демографија |
| Година      | Становника  | Становника  |
| ----------- | ----------- | ----------- |
| 1948.       | 986         |             |
| 1953.       | 1.098       |             |
| 1961.       | 1.149       |             |
| 1971.       | 1.156       |             |
| 1981.       | 1.214       |             |
| 1991.       | 1.210       | 1.132       |
| 2002.       | 1.263       | 1.317       |
| 2011.       | 1.154       |             |
| 2022.       | 1.124       |             |

| Етнички састав према попису из 2002.‍ | Етнички састав према попису из 2002.‍ | Етнички састав према попису из 2002.‍ | Етнички састав према попису из 2002.‍ | Етнички састав према попису из 2002.‍ |
| ------------------------------------ | ------------------------------------ | ------------------------------------ | ------------------------------------ | ------------------------------------ |
|                                      |                                      |                                      |                                      |                                      |
| Срби                                 | Срби                                 |                                      | 1.255                                | 99,36%                               |
| Словенци                             | Словенци                             |                                      | 1                                    | 0,07%                                |
| непознато                            | непознато                            |                                      | 6                                    | 0,47%                                |

| \| \| м \| \| \| ж \| \| ? \| 14 \| \| \| 7 \| \| 80+ \| 1 \| \| \| 12 \| \| 75—79 \| 14 \| \| \| 21 \| \| 70—74 \| 22 \| \| \| 37 \| \| 65—69 \| 28 \| \| \| 29 \| \| 60—64 \| 23 \| \| \| 26 \| \| 55—59 \| 29 \| \| \| 29 \| \| 50—54 \| 39 \| \| \| 38 \| \| 45—49 \| 64 \| \| \| 46 \| \| 40—44 \| 44 \| \| \| 50 \| \| 35—39 \| 43 \| \| \| 44 \| \| 30—34 \| 53 \| \| \| 37 \| \| 25—29 \| 45 \| \| \| 52 \| \| 20—24 \| 46 \| \| \| 45 \| \| 15—19 \| 42 \| \| \| 55 \| \| 10—14 \| 39 \| \| \| 41 \| \| 5—9 \| 42 \| \| \| 36 \| \| 0—4 \| 35 \| \| \| 35 \| \| Просек : \| 36,0 \| \| \| 37,8 \| |      |  |  |      |
| |      |  |  |      |
| | м    |  |  | ж    |
| ? | 14   |  |  | 7    |
| 80+ | 1    |  |  | 12   |
| 75—79 | 14   |  |  | 21   |
| 70—74 | 22   |  |  | 37   |
| 65—69 | 28   |  |  | 29   |
| 60—64 | 23   |  |  | 26   |
| 55—59 | 29   |  |  | 29   |
| 50—54 | 39   |  |  | 38   |
| 45—49 | 64   |  |  | 46   |
| 40—44 | 44   |  |  | 50   |
| 35—39 | 43   |  |  | 44   |
| 30—34 | 53   |  |  | 37   |
| 25—29 | 45   |  |  | 52   |
| 20—24 | 46   |  |  | 45   |
| 15—19 | 42   |  |  | 55   |
| 10—14 | 39   |  |  | 41   |
| 5—9 | 42   |  |  | 36   |
| 0—4 | 35   |  |  | 35   |
| Просек : | 36,0 |  |  | 37,8 |

| Година пописа     | 1948. | 1953. | 1961. | 1971. | 1981. | 1991. | 2002. |
| ----------------- | ----- | ----- | ----- | ----- | ----- | ----- | ----- |
| Број домаћинстава | 156   | 172   | 224   | 253   | 303   | 350   | 376   |

| Број чланова      | 1  | 2  | 3  | 4  | 5  | 6  | 7  | 8 | 9 | 10 и више | Просек |
| ----------------- | -- | -- | -- | -- | -- | -- | -- | - | - | --------- | ------ |
| Број домаћинстава | 63 | 75 | 57 | 97 | 39 | 27 | 13 | 3 | 1 | 1         | 3,36   |

| Пол    | Укупно | Неожењен/Неудата | Ожењен/Удата | Удовац/Удовица | Разведен/Разведена | Непознато |
| ------ | ------ | ---------------- | ------------ | -------------- | ------------------ | --------- |
| Мушки  | 507    | 133              | 338          | 12             | 15                 | 9         |
| Женски | 528    | 97               | 337          | 75             | 9                  | 10        |
| УКУПНО | 1.035  | 230              | 675          | 87             | 24                 | 19        |

| Пол    | Укупно                    | Пољопривреда, лов и шумарство | Рибарство                            | Вађење руде и камена | Прерађивачка индустрија       |
| ------ | ------------------------- | ----------------------------- | ------------------------------------ | -------------------- | ----------------------------- |
| Мушки  | 245                       | 31                            | 0                                    | 6                    | 67                            |
| Женски | 125                       | 20                            | 0                                    | 0                    | 29                            |
| Укупно | 370                       | 51                            | 0                                    | 6                    | 96                            |
|        |                           |                               |                                      |                      |                               |
| Пол    | Производња и снабдевање   | Грађевинарство                | Трговина                             | Хотели и ресторани   | Саобраћај, складиштење и везе |
| Мушки  | 15                        | 26                            | 28                                   | 5                    | 14                            |
| Женски | 0                         | 2                             | 27                                   | 5                    | 3                             |
| Укупно | 15                        | 28                            | 55                                   | 10                   | 17                            |
|        |                           |                               |                                      |                      |                               |
| Пол    | Финансијско посредовање   | Некретнине                    | Државна управа и одбрана             | Образовање           | Здравствени и социјални рад   |
| Мушки  | 0                         | 7                             | 10                                   | 4                    | 7                             |
| Женски | 1                         | 4                             | 1                                    | 7                    | 15                            |
| Укупно | 1                         | 11                            | 11                                   | 11                   | 22                            |
|        |                           |                               |                                      |                      |                               |
| Пол    | Остале услужне активности | Приватна домаћинства          | Екстериторијалне организације и тела | Непознато            | Непознато                     |
| Мушки  | 10                        | 0                             | 0                                    | 15                   | 15                            |
| Женски | 7                         | 0                             | 0                                    | 4                    | 4                             |
| Укупно | 17                        | 0                             | 0                                    | 19                   | 19                            |